# Scelio calcuttaensis
Scelio calcuttaensis är en stekelart som beskrevs av Mani 1936. Scelio calcuttaensis ingår i släktet Scelio och familjen Scelionidae. Inga underarter finns listade i Catalogue of Life.